# Rangatira
Rangatira ([rɑːŋɑːʈiːrɑː]) är en ledare för en maorisk hapū. Titeln går i arv och den beskrivs som hövding av etnologer som Elsdon Best (sid. 88). I idealfallet var rangatira människor med stor praktisk visdom som hade myndigheten på uppdrag av stammen och underhöll gränserna mellan en stams mark och andra stammars. Ändringar av lagar för markägande under 1800-talet, särskilt individualisering av markägande, underminerade rangatiras ställning, som gjorde stor förlust av mark under den koloniala regeringen.